# Уитни Хьюстон. Потанцуйте со мной
«Уитни Хьюстон. Потанцуйте со мной» (англ. I Wanna Dance with Somebody) — художественный фильм режиссёра Кейси Леммонс.

## Синопсис
Биографический фильм освещающий жизнь и карьеру легендарной вокалистки поп / R&B Уитни Хьюстон.

## В ролях
- Наоми Экки — Уитни Хьюстон
- Эштон Сандерс — Бобби Браун
- Стэнли Туччи — Клайв Дэвис
- Нафесса Уильямс — Робин Кроуфорд
- Кларк Питерс — Джон Хьюстон
- Тамара Тюни — Сисси Хьюстон

## Производство и релиз
4 августа 2020 года права на фильм приобрела кинокомпания TriStar Pictures. 1 сентября 2021 года Кейси Леммонс заняла режиссёрское кресло.
15 декабря 2020 года Наоми Экки получила главную роль в фильме. В сентябре 2021 года Эштон Сандерс получил роль Бобби Брауна, супруга Хьюстон. В том же месяце Стэнли Туччи получил роль Клайва Дэвиса. В октябре 2021 года к актёрскому составу присоединились Кларк Питерс и Тамара Тюни.
Съёмки фильма начнутся 9 августа 2021 года в Ньюарке. 20 августа 2021 года на студии Marina Studios в Бостоне началась подготовка к съемкам фильма. В октябре и ноябре были отсняты сцены в Арлингтоне, а также в аэропорту Вустера, в театрах Ванга, Катлер Маджестик и на стадионе Джиллетт.
Премьера фильма состоялась на рождественские праздники 2022 года.